# Raoul Coutard
Pour les articles homonymes, voir Coutard.
Raoul Coutard, né le 16 septembre 1924 à Paris et mort le 8 novembre 2016 à Labenne (Landes), est un directeur de la photographie et réalisateur français, lié au mouvement de la Nouvelle Vague.

## Biographie

### Jeunesse
Issu d'une famille parisienne modeste et communiste, il voit dans son enfance de nombreux films soviétiques. Il pratique la  photographie et réussit un concours d'entrée dans une école de chimie, à laquelle il doit renoncer, ses parents n'ayant pas les moyens de lui payer des études. Il s'engage, alors, dans l'armée française en 1944, et part en Indochine combattre les Japonais jusqu'en 1945. Il rentre en France métropolitaine, puis repart en 1946.

### Guerre d'Indochine
De 1946 à 1947, il commande une section dans le nord du Laos en tant que sergent dans l'infanterie coloniale ; il devient ensuite reporter photographe. Fin 1950, il est photographe pour le SPI, service de presse et d'information de l'armée française, lors de la chute de Cao Bang. Le général de Lattre de Tassigny ordonne alors l'abandon des scènes reconstituées photographiées, préférant intégrer des photographes lors des opérations militaires, dont Raoul Coutard sera un des photographes accrédités, avec le cameraman Pierre Schoendoerffer.
Il couvre notamment la guerre d'Indochine pour Radar, Life et Paris Match, documentant notamment l'installation des troupes française dans la cuvette de Diên Biên Phu. Il sympathise avec le général vietnamien Le Van Kim et sa rencontre avec Pierre Schoendoerffer, qui lui présente par la suite Georges de Beauregard et Pierre Braunberger, est déterminante.
Il part tourner en Afghanistan La Passe du diable de Pierre Schoendoerffer et il y rencontre Joseph Kessel. L'écrivain est à l'origine du film, dont il racontera la genèse et le tournage dans son livre Le Jeu du roi.
Après des débuts d'opérateur avec quelques plans dans le film collectif d'images d'explorateurs À chacun son paradis (1956) de Luciano Emmer et Robert Enrico, il entame une longue collaboration avec Pierre Schoendoerffer, pour lequel il photographie en particulier La 317e Section (1964) et le Crabe-tambour (1977), ce dernier lui valant un César de la meilleure photographie.

### Directeur de la photographie
Son travail remarqué sur À bout de souffle (1960), de Jean-Luc Godard, fait de lui le chef opérateur le plus en vue de la Nouvelle Vague. Tout comme Schoendoerffer, Godard lui restera longtemps fidèle, lui confiant la prise de vues de certains de ses meilleurs films comme Vivre sa vie (1962), Le Mépris (1963), Alphaville (1965) et Pierrot le fou (1965). Après avoir pris leurs distances au moment des événements de Mai 68, les deux hommes se retrouvent pour Passion (1982).
Coutard collabore entre-temps avec François Truffaut à des films aussi remarquables que Jules et Jim (1962) et La mariée était en noir (1967), et signe l’image de Lola (1960) de Jacques Demy, de Chronique d'un été (1960) de Jean Rouch et Edgar Morin, de Tire-au-flanc 62 (1962) de Claude de Givray, de La Poupée (1962) de Jacques Baratier et de Vacances portugaises de Pierre Kast (1962).
Il signe encore la photo de Z (1969), L'Aveu (1970) de Konstantinos Costa-Gavras, ainsi que La Diagonale du fou (1984) de Richard Dembo.

### Un inventeur au service des réalisateurs
Son utilisation de la lumière naturelle, le jeu marqué des contrastes en noir et blanc comme en couleurs et la mobilité de sa caméra ont véritablement révolutionné la photographie de cinéma. Remarquable technicien, il adapte des méthodes de tournage de documentaire à la fiction, ou invente même des techniques pour pouvoir tourner la nuit sans éclairage additionnel, à faible coût de production, en utilisant de la pellicule noir et blanc pour photographe, avec un développement spécial : « Nous avons utilisé comme pellicule la HPS. À l'époque d'À bout de souffle, elle n'existait que pour la photographie, ce qui nous a obligés à acheter des bobines de 20m, 60 m, 10m. L'inconvénient portant sur la durée: avec 10m, on ne pouvait tourner que vingt secondes théoriquement, donc un plan de quinze secondes. »
Toujours pour Jean-Luc Godard, dans À bout de souffle, il remplace les rails de travelling par une chaise-roulante pour handicapé où il est assis, caméra à l'épaule. Il réalise, pour le film La 317e section de Pierre Schoendoerffer, des trucages en direct pendant la prise, et utilise pour Tirez sur le pianiste de François Truffaut des lampes "d'amateurs" pour éclairer la nuit.
Son mauvais caractère est légendaire.

### Metteur en scène
Comme metteur en scène, Raoul Coutard a réalisé Hoa-Binh (1970), une évocation d’un épisode de la guerre d'Indochine, La Légion saute sur Kolwezi (1979), sur l'opération militaire de 1978 au Zaïre, et S.A.S. à San Salvador (1982).

### Mort
Atteint de la maladie de Parkinson, Raoul Coutard meurt le 8 novembre 2016 à 92 ans, dans une clinique de Labenne (Landes) près de Bayonne,.

« Raoul Coutard, qui vient de s'éteindre à 92 ans, tranchait par rapport aux physiques de la Nouvelle Vague. Et pourtant, c'est bien lui qui en fut le chef opérateur le plus emblématique. Sans Coutard, le noir et blanc de Godard et de Truffaut n'aurait pas eu la force qu'on lui connaît. Un noir et blanc granuleux, un peu charbonneux et blême, anti-artificiel au possible. L'image léchée, très peu pour lui. Si les auteurs de la Nouvelle Vague l'appréciaient tant, c'est que cet artisan talentueux cherchait une certaine vérité de la lumière naturelle, sans chichis. Il bossait vite, bien, caméra à l'épaule s'il le fallait. Il s'adaptait aux situations difficiles, c'était le chef op' tout-terrain, qui filmait comme on livre une bataille. »

— Jacques Morice, Télérama, 9/11/2016
Ses obsèques sont célébrées dans l'intimité le 15 novembre en l'église Notre-Dame à Boucau, puis son corps est incinéré.

## Filmographie

### Cinéma

#### Comme directeur de la photographie
- 1958 : La Passe du diable de Pierre Schoendoerffer et Jacques Dupont
- 1959 : Ramuntcho de Pierre Schoendoerffer
- 1959 : Pêcheur d'Islande de Pierre Schoendoerffer
- 1959 : À bout de souffle de Jean-Luc Godard
- 1960 : Tirez sur le pianiste de François Truffaut
- 1960 : Lola de Jacques Demy
- 1961 : Une femme est une femme de Jean-Luc Godard
- 1961 : Jules et Jim de François Truffaut
- 1961 : Les Grandes Personnes de Jean Valère
- 1961 : Chronique d'un été de Jean Rouch et Edgar Morin
- 1962 : Vivre sa vie de Jean-Luc Godard
- 1962 : La Poupée de Jacques Baratier
- 1962 : Et Satan conduit le bal de Grisha Dabat
- 1963 : Le Petit Soldat de Jean-Luc Godard
- 1963 : Les Carabiniers de Jean-Luc Godard
- 1963 : Le Mépris de Jean-Luc Godard
- 1963 : Les Baisers de Bernard Toublanc-Michel, Bertrand Tavernier, Jean-François Hauduroy, Claude Berri et Charles Bitsch
- 1964 : Bande à part de Jean-Luc Godard
- 1964 : La Peau douce de François Truffaut
- 1964 : Une femme mariée de Jean-Luc Godard
- 1965 : Alphaville, une étrange aventure de Lemmy Caution de Jean-Luc Godard
- 1965 : Pierrot le Fou de Jean-Luc Godard
- 1965 : Scruggs de David Hart
- 1965 : Un monsieur de compagnie de Philippe de Broca
- 1965 : Je vous salue mafia de Raoul Lévy
- 1965 : La 317e section de Pierre Schoendoerffer
- 1966 : L'Espion de Raoul Lévy
- 1966 : Made in USA de Jean-Luc Godard
- 1967 : Le Marin de Gibraltar de Tony Richardson
- 1967 : Deux ou trois choses que je sais d'elle de Jean-Luc Godard
- 1967 : La Chinoise de Jean-Luc Godard
- 1967 : Week-end de Jean-Luc Godard
- 1967 : La mariée était en noir de François Truffaut
- 1967 : L'Horizon de Jacques Rouffio
- 1968 : L'Étoile du sud de Sidney Hayers
- 1969 : Z de Costa-Gavras
- 1970 : L'Aveu de Costa-Gavras
- 1970 : La Liberté en croupe d’Édouard Molinaro
- 1970 : Êtes-vous fiancée à un marin grec ou à un pilote de ligne ? de Jean Aurel
- 1971 : Les Aveux les plus doux d’Édouard Molinaro
- 1971 : L'Explosion de Marc Simenon
- 1972 : Le Gang des otages d’Édouard Molinaro
- 1972 : Baraka à Beyrouth (Embassy) de Gordon Hessler
- 1972 : The Jerusalem File de John Flynn
- 1972 : Le Trèfle à cinq feuilles d'Edmond Freess
- 1973 : L'Emmerdeur d’Édouard Molinaro
- 1977 : Le Crabe-tambour de Pierre Schoendoerffer
- 1982 : Passion de Jean-Luc Godard
- 1983 : Prénom Carmen de Jean-Luc Godard
- 1984 : La Diagonale du fou de Richard Dembo
- 1984 : La Garce de Christine Pascal
- 1986 : Max mon amour de Nagisa Ōshima
- 1988 : Ne réveillez pas un flic qui dort de José Pinheiro
- 1988 : Brennende Betten de Pia Frankenberg
- 1988 : Blanc de Chine de Denys Granier-Deferre
- 1989 : Peaux de vaches de Patricia Mazuy
- 1990 : Il gèle en enfer de Jean-Pierre Mocky
- 1990 : Docteur Norman Bethune (Bethune: The Making of a Hero) de Phillip Borsos
- 1990 : La Femme fardée de José Pinheiro
- 1991 : Something's wrong with you de Roger Walter
- 1993 : La Naissance de l'amour de Philippe Garrel
- 1995 : Faut pas rire du bonheur de Guillaume Nicloux
- 1996 : Le Cœur fantôme de Philippe Garrel
- 2001 : Sauvage Innocence de Philippe Garrel

#### Comme réalisateur
- 1970 : Hoa-Binh
- 1980 : La légion saute sur Kolwezi
- 1982 : S.A.S. à San Salvador

### Télévision
Comme directeur de la photographie
- 1974 : Une nuit en Lorraine d'après une nouvelle de Claude Chevalier Hapert avec Alain Marcel production FR3 Nord Picardie[réf. nécessaire]
- 1992 : Maigret (série télévisée), épisode Maigret et les plaisirs de la nuit de José Pinheiro

## Publications
- Jean-Pierre Dannaud (photogr. Cahery – R. Cauchetier – R. Coutard – Nguyen manh dan – J.P Dannaud – G. Defive – P. Ferrari – Pham Kim Khanh – Surel – R. Varoqui), Cambodge, Lausanne, La Guilde du Livre, 1956
- Guerre morte…il y avait une guerre d’Indochine, de Jean-Pierre Dannaud. Illustrations photographiques de Michel Aubin, Edouard Axelrad, Werner Bischof, Marcel Bourlette, Robert Bouvet, Daniel Camus, Raymond Cauchetier, Paul Corcuff, Raoul Coutard, Guy Defive, Dervoust, Yves Fayet, Pierre Ferrari, Ernst Haas, Jacques Jahan, Francis Jauréguy, Fernand Jentile, Georges Liron, René Martinoff, Missions étrangères, Nguyen Manh Danh, Jacques Oxenaar, Jean-Marie Pelou, Jean Péraud, Jean Petit, S.I.V.N., Raymond Varoqui. Supplément à la revue Indochine Sud-Est Asiatique, Imp. Georges Lang, Paris, 1954. La Pensée Moderne, 1973
- Raoul Coutard, L'Impériale de Van Su : Ou comment je suis entré dans le cinéma en dégustant une soupe chinoise, Éditions Ramsay, 2007, ouvrage autobiographique.
- Raoul Coutard, Le Même Soleil : Indochine, 1945-1954 (autobiographie), Le Bec en l'air, 2010

## Distinctions

### Récompenses
Liste non exhaustive
- Festival de Cannes 1970 : Prix de la première œuvre pour Hoa-Binh
- Prix Jean-Vigo 1970 pour Hoa-Binh
- César 1978 : César de la meilleure photographie pour Le Crabe-tambour
- Festival de Cannes 1982 : Grand Prix technique pour Passion
- Mostra de Venise 1983 : Prix technique pour Prénom Carmen (partagé avec François Musy pour son travail sur le son pour le même film)
- American Society of Cinematographers Awards 1997 : Prix international

### Nominations et sélections
Liste non exhaustive
- BAFTA Awards 1968 : Meilleure photographie dans la catégorie « noir et blanc » pour Le Marin de Gibraltar
- Festival de Cannes 1970 : sélection officielle en compétition pour la Palme d'or pour Hoa-Binh
- César 1983 : César de la meilleure photographie pour Passion

### Presse
- (en) Peter Lennon, « Images of perfection », The Guardian,‎ 9 juin 2001 (lire en ligne).
- Thierry Méranger, « Raoul Coutard, photographe », Cahiers du cinéma,‎ février 2011.
- Thierry Méranger, « Les prises de vues sont de Raoul Coutard », Cahiers du cinéma, no 729,‎ janvier 2017, p. 66-69.

### Filmographie
- 1986 : Les Yeux brûlés, film documentaire français réalisé par Laurent Roth en 1986, sorti en 2015. Film de commande de l'ECPAD, il met en scène Mireille Perrier qui s'entretient, autour de la mémoire de Jean Péraud, avec des reporters de guerre du XXe siècle (par ordre d'apparition : André Lebon, Daniel Camus, Pierre Ferrari, Raoul Coutard, Marc Flament, Pierre Schoendoerffer) sur la nature de leur travail et leur rôle dans la production des images de guerre ainsi que de leur place au front.
- 2017 : Raoul Coutard. J'ai pas une tête de mort (30 min) Court métrage réalisé par Laurent Roth, intégrale de l'entretien de Raoul Coutard avec Mireille Perrier lors du tournage du film Les Yeux brûlés reconstitué d'après les rushes sonores du film. Le chef-opérateur de la Nouvelle Vague y commente le métier de la guerre, l'art de la filmer, et le sort parfois tragique des reporters de guerre.
- 2025 : Nouvelle Vague, long métrage de fiction français réalisé par Richard Linklater, revenant notamment sur le tournage d'À bout de souffle